# Руський Шелдаїс
Ру́ський Шелдаї́с (рос. Русский Шелдаис) — село складі Спаського району Пензенської області, Росія.
Населення — 286 осіб (2010; 303 у 2002).
Національний склад станом на 2002 рік:
- росіяни — 92 %